# Burg Forstegg
Die Ruine der Burg Forstegg liegt in der Gemeinde Sennwald im schweizerischen Kanton St. Gallen im Ortsteil Salez. Sie wurde um 1200 von den Freiherren von Sax errichtet und zerfiel im 19. Jahrhundert schrittweise bis 1894 zur Ruine.

## Lage
Die Höhenburg liegt auf einem kleinen Hügel am Rand des Schlosswaldes im Rheintal auf ca. 460 m. ü. M. im Schuttkegel eines nacheiszeitlichen Bergsturzes. Der Turm wurde auf einem rund 10 m hohen Felsblock errichtet.

## Geschichte

Die Burgruine Forstegg auf einem Foto von 1947

Die Burg Forstegg wurde wohl gleichzeitig wie die Burg Hohensax von Heinrich von Sax zur Absicherung seiner Besitzungen im Rheintal errichtet. Bei der Herrschaftsteilung von 1248 kam die Burg an Ulrich II. von Sax, der die Seitenlinie Sax-Hohensax begründete. Dessen Anteil zerfiel durch Erbteilung, so dass in der Mitte des 14. Jahrhunderts um die Burg Forstegg sich mit Ulrich IV. Stephan (1329–1381) eine Seitenlinie Hohensax-Forstegg bildete. Ihre Herrschaft umfasste neben der Burg Forstegg die Dörfer Büsmig, Frümsen, Haag und Salez. 1396 kaufte Ulrich Eberhard IV. auch noch Dorf und Gericht Sennwald. Während Hohensax und Frischenberg 1446 von den Appenzellern im Rahmen des Alten Zürichkrieges erobert wurden, blieben Forstegg und seine Herrschaft selbständig, da Ulrich Eberhard IV. zwischen Zürich, den Appenzellern und Österreich eine neutrale Stellung einnahm.
1458 geriet Albrecht I. (1439–1463) von Sax-Forstegg jedoch in einen Konflikt mit Österreich und lehnte sich deshalb an die Eidgenossenschaft an. Nach seinem Tod wurde sein Sohn Ulrich VII. als Bürger von der Stadt St. Gallen aufgenommen, die seine Herrschaft 1466 an ihren Bürger Lütfried Mötteli verpfändete. Mündig geworden, löste er 1481 mit seiner Beute aus den Burgunderkriegen die Herrschaft wieder ein und wurde mit ihr 1486 Bürger von Zürich. Zum Dank für seine Dienste im Schwabenkrieg erhielt Ulrich VII. 1499 von der Eidgenossenschaft die Herrschaft Frischenberg und das Gericht Lienz. 1585 wurde die Burg, die nun zum Zentrum der Freiherrschaft Sax-Forstegg geworden war, um einen neuen Palas am Fuss des Burgfelsens erweitert (späteres Landvogthaus). Die Burg wurde jedoch von den Freiherren kaum genutzt und diente als Gefängnis.
1615 verkaufte Friedrich Ludwig von Hohensax-Forstegg Herrschaft und Burg an die Stadt Zürich, die sie als Landvogtei Sax-Forstegg verwaltete. Der Festungsbaumeister Johannes Ardüser modernisierte 1622–27 die Wehranlagen mit Sternschanzen und Gräben, so dass Forstegg zu einer zeitgemässen Festungsanlage wurde. 1625 richtete Zürich im Palas einen Landvogteisitz ein. 1798 kam die Burg an den Kanton Linth, 1803 an den Kanton St. Gallen, der sie 1819 in Privatbesitz verkaufte. Die Anlage verfiel darauf zusehends, die Befestigungswerke wurden um 1870 beseitigt. 1894 brannte der Palas nieder und wurde abgetragen. 1941 kaufte Paul Aebi die Burg und sanierte die Turmruine bis 1962. Die Burg ist heute noch in Privatbesitz.

## Anlage
Den Kern der Turmburg bildete ein mächtiger Turm mit einem sechseckigen Grundriss, der auf einem ca. 10 m hohen Felsblock errichtet wurde. Die Mauern des Turmes sind 2,1 m dick. Er hatte bereits von Beginn weg mindestens vier Geschosse. Über die mittelalterliche Anlage ist wenig bekannt. Der Palas wurde nach dem Brand von 1894 vollständig beseitigt. Heute noch gut erhalten ist das Zeughaus aus dem 17. Jahrhundert (umgebaut 1790) sowie eine Scheune. Um die Anlage sind einige Reste der Ringmauern bzw. der Schanzen aus dem 17. Jahrhundert erhalten.